# Nederländska Antillerna i olympiska sommarspelen 1976
Nederländska Antillerna deltog i de olympiska sommarspelen 1976 med en trupp bestående av fyra deltagare, samtliga män, vilka deltog i fyra tävlingar i två sporter. Ingen av landets deltagare erövrade någon medalj.